# Asia Rugby U19 2016
El Asia Rugby U19 del 2016 fue la edición del torneo que organiza Asia Rugby. Los partidos se desarrollaron en las instalaciones del Universiti Putra Malaysia en Kuala Lumpur, Malasia.
Malasia compitió por primera vez en el primer nivel del torneo asiático. Además del equipo locatario participaron Hong Kong, China Taipéi y Sri Lanka. Los jóvenes de Hong Kong se quedaron con el trofeo en forma invicta y por ende obtuvieron la clasificación al Trofeo Mundial de Uruguay 2017.

## Equipos participantes
- Selección juvenil de rugby de China Taipéi
- Selección juvenil de rugby de Hong Kong (Dragones)
- Selección juvenil de rugby de Malasia
- Selección juvenil de rugby de Sri Lanka (Junior Tuskers)

## Posiciones[6]
| Pos. | Equipo       | Encuentros | Encuentros | Encuentros | Encuentros | Tantos  | Tantos    | Tantos     | Puntos |
| Pos. | Equipo       | jugados    | ganados    | empatados  | perdidos   | a favor | en contra | diferencia | Puntos |
| ---- | ------------ | ---------- | ---------- | ---------- | ---------- | ------- | --------- | ---------- | ------ |
| 1    | Hong Kong    | 3          | 3          | 0          | 0          | 182     | 18        | + 164      | 15     |
| 2    | China Taipéi | 3          | 1          | 0          | 2          | 70      | 117       | - 47       | 7      |
| 3    | Sri Lanka    | 3          | 1          | 0          | 2          | 52      | 113       | - 61       | 7      |
| 4    | Malasia      | 3          | 1          | 0          | 2          | 69      | 125       | - 56       | 6      |

Nota: Se otorgan 4 puntos al equipo que gane un partido, 2 al que empate y 0 al que pierda
Puntos Bonus: 1 punto por convertir 4 tries o más en un partido y 1 al equipo que pierda por no más de 7 tantos de diferencia
|  | Campeón y clasifica a Uruguay 2017 |

## Resultados

### Primera fecha
| 11 de diciembre | Hong Kong | 54 - 8 | China Taipéi |  |  |

| 11 de diciembre | Malasia | 21 - 27 | Sri Lanka |  |  |

### Segunda fecha
| 14 de diciembre | Hong Kong | 61 - 0 | Sri Lanka |  |  |

| 14 de diciembre | Malasia | 38 - 31 | China Taipéi |  |  |

### Tercera fecha
| 17 de diciembre | Malasia | 10 - 67 | Hong Kong |  |  |

| 17 de diciembre | China Taipéi | 31 - 25 | Sri Lanka |  |  |

| Bandera de Hong Kong |
| Campeón Hong Kong    |
|                      |